# Warunki Dirichleta
Warunki Dirichleta – warunki wystarczające, aby dowolna funkcja rzeczywista, określona na przedziale otwartym {\displaystyle (a,b)} posiadała reprezentację w postaci szeregu Fouriera oraz posiadała transformatę Fouriera. Warunki te były sformułowane przez niemieckiego matematyka P.G.J. Dirichleta.

## Warunki Dirichleta
Przypuśćmy, że funkcja rzeczywista {\displaystyle f\colon \mathbb {R} \longrightarrow \mathbb {R} }  jest określona na skończonym przedziale  {\displaystyle (a,b)} i spełnia dwa warunki (zwane warunkami Dirichleta):
1. {\displaystyle f(t)} jest przedziałami monotoniczna w przedziale {\displaystyle (a,b)} - tzn. jest w nim ograniczona i można podzielić ten przedział na skończoną liczbę podprzedziałów, wewnątrz których funkcja jest monotoniczna (czyli funkcja ta ma skończoną liczbę maksimów lokalnych i minimów lokalnych),
2. {\displaystyle f(t)} jest ciągła w przedziale {\displaystyle (a,b)} z wyjątkiem co najwyżej skończonej liczby punktów nieciągłości pierwszego rodzaju, przy czym w każdym punkcie nieciągłości spełniony jest warunek 

{\displaystyle f(t_{0})={\tfrac {1}{2}}[f(t_{0+})+f(t_{0-})]}

Funkcja określona w przedziale domkniętym {\displaystyle \langle a,b\rangle } i spełniająca w jego wnętrzu pierwszy i drugi warunek Dirichleta jest całkowalna w sensie Riemanna w tym przedziale. Funkcje spełniające pierwszy i drugi warunek Dirichleta w każdym przedziale skończonym na osi liczbowej są całkowalne w każdym przedziale skończonym. Przy założeniu dodatkowo zbieżności całki niewłaściwej
{\displaystyle \int _{-\infty }^{+\infty }|f(t)|\;dt<+\infty }
wynika stąd ponadto tzw. bezwzględna całkowalność w przedziale {\displaystyle (-\infty ,\infty )}, tzn. bezwzględna zbieżność całki
{\displaystyle \int _{-\infty }^{+\infty }f(t)\;dt<+\infty }
Uwagi:
1. Całkowalność funkcji, gwarantowana przez spełnienie warunków Dirichleta, jest istotnym wymogiem w obliczaniu szeregów Fouriera, bowiem współczynniki rozwinięcia w szereg Fouriera są wyrażone za pomocą całek. Ten sam wymóg dotyczy obliczania transformaty Fouriera z danej funkcji.
2. Dla funkcji okresowej (co typowo dotyczy obliczeń szeregów Fouriera) warunki Dirichleta wystarczy zbadać na dowolnym przedziale {\displaystyle (a,a+T)} o długości równej okresowi funkcji {\displaystyle T}.
3. Warunki Dirichleta są to warunki wystarczające do tego, by dla funkcji, która je spełnia, istniał szereg Fouriera i całka Fouriera. Jednak nie są to warunki konieczne - istnieje klasa funkcji, które nie spełniają warunków Dirichleta, a mimo to mają szereg i całkę Fouriera - są to jednak funkcje niespotykane w praktycznych zastosowaniach.